# Wang Ming-hui
Wang Ming-hui (chiń. trad. 汪明輝; pinyin Wāng Mínghuī; ur. 24 października 1985 r. w Hualian) – tajwański wioślarz, reprezentant Chińskiego Tajpej w wioślarskiej jedynce podczas Letnich Igrzysk Olimpijskich w Pekinie.

## Osiągnięcia
- Mistrzostwa Świata Juniorów – Trakai 2002 – jedynka– 24. miejsce[1].
- Mistrzostwa Świata Juniorów – Ateny 2003 – jedynka – 5. miejsce[1].
- Igrzyska Olimpijskie – Ateny 2004 – jedynka – 25. miejsce[1][2].
- Igrzyska Olimpijskie – Pekin 2008 – jedynka – 23. miejsce[1][2].